# 葛利澤880
葛利澤880（GJ 880 / HD 216899 / LHS 533 / Ross 671） 位於飛馬座，是距離太陽系22.4光年的一個恆星系統，視星等+8.66，裸眼看不見這顆恆星。 
葛利澤880是一顆紅矮星，光譜類型為M1.5V，它比太陽小很多，光度僅為太陽的1.4%，但仍然比鄰近的另一顆紅矮星沃夫359明亮。它的有效溫度是3,600K，質量相當於59%太陽質量，半徑近似於69%太陽半徑。它的自轉速度小於2.8公里/秒，鐵的相對豐度比太陽稍低。
已知飛馬座EQ與葛利澤880相距只有3.96光年，還有雙魚座BR和葛利澤829分別是7.57光年和8.04光年。所有這些恆星都是紅矮星。